# XIX конференция КПСС

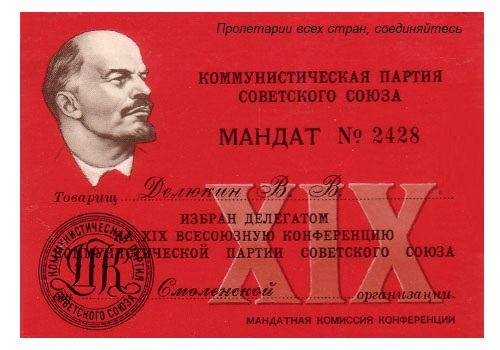
Мандат № 2428 делегата XIX всесоюзная конференция КПСС, от Смоленской организации, 1988 год.

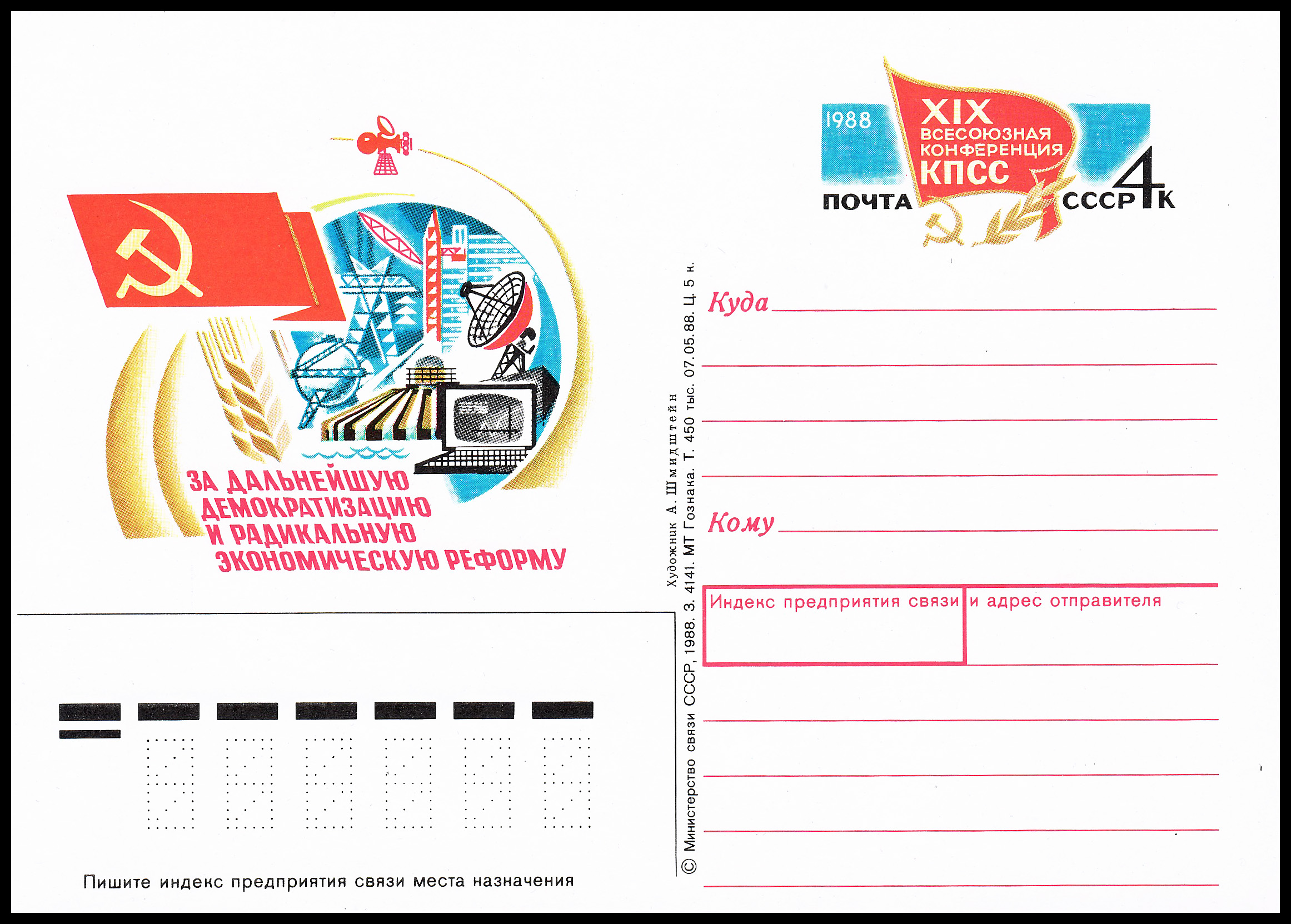
Почтовая карточка Союза ССР, XIX всесоюзная конференция КПСС, 1988 год.

XIX всесоюзная конференция Коммунисти́ческой па́ртии Сове́тского Сою́за — очередная всесоюзная конференция Коммунистической партии Советского Союза (КПСС).
Конференция проходила в Москве, с 28 июня по 1 июля 1988 года. Всесоюзная партконференция приняла пять резолюций:
- «О демократизации советского общества и реформе политической системы»[2];
- «О борьбе с бюрократизмом»[3];
- «О межнациональных отношениях»[4];
- «О гласности»[5];
- «О правовой реформе»[6] —

и стала, по мнению ряда историков [уточнить], одним из важнейших событий в продвижении идей перестройки; её решения способствовали коренному изменению политической системы советского государства.

## Предпосылки

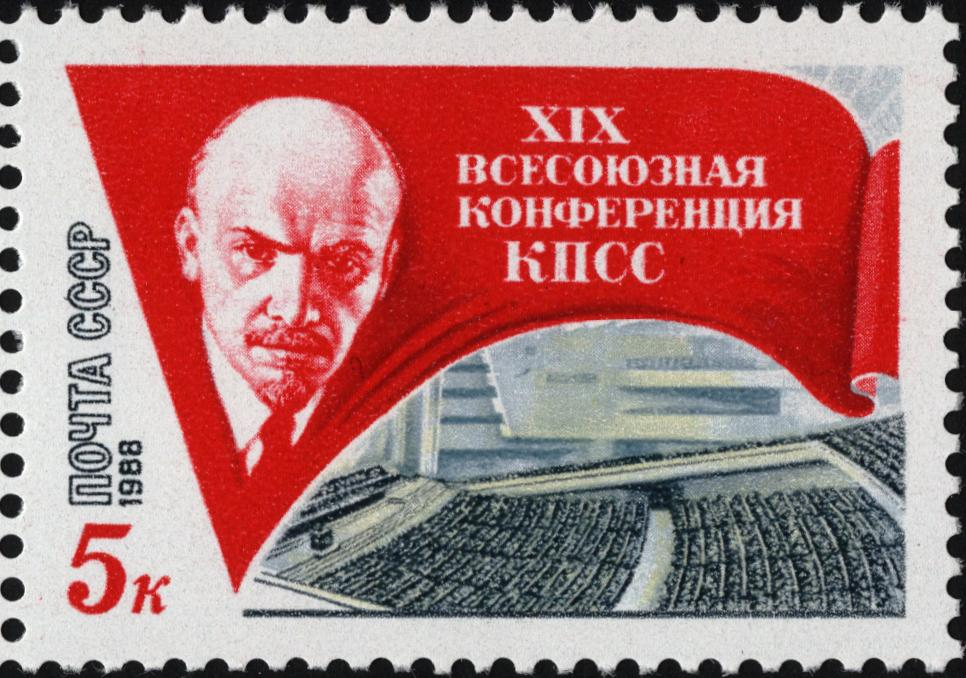
Зал заседаний, почтовая марка СССР, 1988 год.

XIX съезд КПСС (октябрь 1952 года) признал, что назревшие вопросы партийной политики могут обсуждаться на съездах партии и пленумах ЦК и что необходимости в созыве Всесоюзных конференций нет. XXIII съезд КПСС (март — апрель 1966 года) восстановил в Уставе партии пункт, дающий ЦК КПСС право созыва Всесоюзной конференции.
С выбором и назначением на высшую должность Генеральный секретарь КПСС М. С. Горбачёва в 1985 году и началом им и его соратниками перестройки политическая жизнь коммунистической партии и советского государства стала более быстрой и напряжённой (собственно перестройка предполагала «ускорение» и «демократизацию власти»), и потребовалось созвать конференцию после XXVII съезда партии.

## Конференция
Конференция стала важнейшим событием в продвижении идей перестройки. По информации мандатной комиссии, коммунисты в возрасте от 40 до 50 лет, вступившие в партию после 1964 года, составили половину делегатов. Впервые с 1920-х годов делегаты действительно высказывали самостоятельные мнения, позволяя себе критиковать действия партийного руководства, причём это транслировалось по общесоюзному телевидению.
М. С. Горбачёв, выступая на конференции, объявил курс на реформу политической власти и отделение партийных органов от советских.
На конференции было принято принципиальное решение об альтернативных выборах депутатов Советов всех уровней. Выдвигаться кандидатами должны были получить возможность все желающие.
При этом были намечены меры, призванные сохранить роль КПСС в государстве. Прежде высшим органом законодательной власти выступал Верховный Совет СССР, избиравшийся населением Союза ССР по территориальным и национально-территориальным округам. Теперь Верховный Совет должен был избираться Съездом народных депутатов, ⅔ которых, в свою очередь, должны были избираться населением Советского Союза. Остальные 750 человек должны были выбираться «общественными организациями», при этом наибольшее число депутатов выбирала КПСС. Эта реформа была оформлена законодательно в конце 1988 года.
Партконференция также приняла решение о совмещении должностей главы партийного комитета и председателя Совета соответствующего уровня. Поскольку этого руководителя избирало население, такое нововведение должно было привести на руководящие партийные должности людей энергичных и практичных, способных решать местные проблемы, а не просто заниматься идеологией.
Выступая на партконференции, Борис Ельцин, который за своё резкое выступление на октябрьском (1987 года) Пленуме ЦК КПСС был осенью 1987 года освобождён от должности первого секретаря Московского городского комитета (МГК), а в феврале 1988 года — от обязанностей кандидата в члены Политбюро ЦК КПСС, вновь предложил вывести Егора Лигачёва из Политбюро, критиковал привилегии партийной элиты (верхушки), утверждал, что в «застое» нельзя винить одного только Брежнева, а виновато всё Политбюро «как коллективный орган». В заключение Б. Н. Ельцин просил отменить решение октябрьского пленума ЦК КПСС, признавшего ошибочным его выступление на пленуме.

Вы знаете, что моё выступление на октябрьском Пленуме ЦК КПСС было признано «политически ошибочным». Но вопросы, поднятые там, на пленуме, неоднократно поднимались прессой, ставились коммунистами. В эти дни все эти вопросы практически звучали вот с этой трибуны и в докладе, и в выступлениях. Я считаю, что единственной моей ошибкой в выступлении было то, что я выступил не вовремя — перед 70-летием Октября. 
<…>
Я остро переживаю случившееся и прошу конференцию отменить решение пленума по этому вопросу. Если сочтёте возможным отменить, тем самым реабилитируете меня в глазах коммунистов. И это не только личное, это будет в духе перестройки, это будет демократично и, как мне кажется, поможет ей, добавив уверенности людям.— XIX Всесоюзная конференция Коммунистической партии Советской Союза, 28 июня — 1 июля 1988 г.: Стенографический отчет. В 2 т. Т. 2.— М.: Политиздат, 1988. — 352 с. ISBN 5-250-01013-X (т. 2). С. 61—62

## Последствия
На основании решений XIX партийной конференции в октябре 1988 года Верховный Совет СССР принял проект конституционной реформы. Была восстановлена (по образцу Конституции 1918 года) двухуровневая система представительных органов: Съезд народных депутатов и Верховный Совет, избираемый из депутатов Съезда.
1 декабря 1988 года после всенародного обсуждения был принят новый закон СССР «О выборах народных депутатов СССР» и внесены необходимые изменения в три главы Конституции СССР 1977 года, касающиеся избирательной системы и связанные с учреждением нового органа власти — Съезда народных депутатов. 25 мая 1989 года открылся I Съезд народных депутатов СССР, который избрал председателем Верховного Совета М. С. Горбачёва.
Эти изменения привели к тому, что КПСС фактически перестала быть стержнем системы государственной власти. Это повлекло за собой резкую дестабилизацию политической обстановки и запустило процессы дезинтеграции советского государства. На выборах весной 1989 года на местах мандаты получил ряд представителей демократической общественности и национальных движений. В конституцию внесли несколько поправок, в том числе об отмене статьи 6 и признании многопартийности. Созданный Съезд народных депутатов СССР избрал в 1990 году президентом СССР М. С. Горбачёва.